# Concili de Londres de 1102
El Concili de Londres va ser una concili de l'església catòlica convocat per Anselm, arquebisbe de Canterbury, en la festivitat de sant Miquel l'any 1102. Va marcar el primer concili important del seu episcopat, ja que se lhavia prohibit convocar cap durant el regnat de Guillem II d'Anglaterra. Anselm va tenir l'oportunitat d'iniciar la Reforma gregoriana, prohibint el matrimoni, el concubinat, i l'embriaguesa a tots els membres de l'orde sacerdotal, va condemnar la sodomia i la simonia, i va regular els hàbits clericals. Anselm també va obtenir una resolució contra el comerç britànic d'esclaus, encara que això va ser dirigit principalment a la venda d'esclaus anglesos a Irlanda i no va impedir que l'església de tingués esclaus.
Entre els assistents hi van ser Joan de Tours bisbe de Wells, i Roger, estant aquest últim escollit bisbe per a la seu d'Hereford pel concili.